# Napad na Chesapeake
Napad na Chesapeake je bila kampanja ameriške revolucionarne vojne sil kraljeve mornarice pod poveljstvom komodora Sira Georgea Collierja in kopenskih sil pod poveljstvom generalmajorja Edwarda Mathewa. Med 10. in 24. majem 1779 so te sile napadale gospodarske in vojaške cilje po zalivu Chesapeake. Hitrost, s katero so se Britanci premikali, je presenetila številne skupnosti v zalivu, zato je bilo malo ali nič odpora. Britanci so uničili gospodarsko pomembne zaloge tobaka in premoga ter uničili vojaške ladje, pristaniške objekte in skladišča, polna vojaških zalog.